# Okypus
Okypus (altgriechisch Ὠκύρους „Schnellfuß“) ist eine altgriechische Tragikomödie, die unter dem Namen Lukians im 4. Jahrhundert veröffentlicht wurde. Als Autor des pseudo-lukianischen Werks wird Akakios von Kaisareia vermutet.
Das 173 Verse umfassende Stück spielt auf Lukians Podagra an, in dem auf sarkastische Weise die gleichnamige Erkrankung, ein schmerzhafter Gichtanfall des Fußes, thematisiert wird. Der Protagonist Okypus wird als schöner und athletischer Mann vorgestellt, der die Jagd und sportliche Betätigungen liebt. Diejenigen, die aufgrund von Podagra in ihren Bewegungen eingeschränkt sind, werden von ihm verspottet. Zur Strafe dafür wird er ebenfalls von der Krankheit befallen, die wie bei Lukian als vergöttlichte Person in Erscheinung tritt.

## Ausgaben
- Matthew Donald MacLeod: Lucian, Vol. 8 (= Loeb Classical Library, Band 432). London, Cambridge 1967